# Florian Galuschka
Florian Galuschka (* 18. Mai 1982 in Dettelbach) ist ein deutscher ehemaliger Fußballspieler. Er war Stürmer.

## Karriere
In der Jugend spielte Galuschka beim SC Marktbreit, den Würzburger Kickers und dem 1. FC Schweinfurt 05.
Seine Karriere im Erwachsenenbereich begann er beim 1. FC Schweinfurt 05, bei dem er von 2001 bis 2004 in der ersten Mannschaft spielte und insgesamt 36 Ligaspiele bestritt. Er spielte mit Schweinfurt zunächst in der Regionalliga Süd, in der Saison 2001/02 in der 2. Bundesliga und in den folgenden beiden Spielzeiten erneut in der Regionalliga. Nachdem Schweinfurt 2004 in die viertklassige Bayernliga abgestiegen war, wechselte er zur TSG 1899 Hoffenheim.
Nach nur einem halben Jahr, in dem er zu sechs Einsätzen gekommen war, verließ Galuschka die TSG im Winter wieder und schloss sich den Amateuren des TSV 1860 München an, bei denen er im folgenden Kalenderjahr spielte. Im Januar 2006 wechselte Galuschka zum FC Augsburg, mit dem ihm am Saisonende der Aufstieg in die 2. Bundesliga gelang. Da sein Vertrag in Augsburg zum Ende der Spielzeit 2006/07 nicht verlängert worden war, war er kurze Zeit vereinslos, bevor ihn im September 2007 der Regionalligist Wacker Burghausen unter Vertrag nahm. Nach Auslaufen des Vertrags in Burghausen war er ab Sommer 2009 vertragslos und hielt sich beim FC 05 Schweinfurt fit, für den er seit Dezember 2009 auch wieder das Spielrecht besitzt.
Mittlerweile hat Galuschka eine Sportagentur zusammen mit einem langjährigen beruflichen Weggefährten gegründet: die galopp-fussballakademie.de.

### Erfolge
- 2006: Aufstieg in die 2. Bundesliga mit dem FC Augsburg
- 2001: Aufstieg in die 2. Bundesliga mit dem FC Schweinfurt 05